# Pachyolpium amplum
Espèce
Synonymes
- Olpiolum amplum Hoff, 1964

Pachyolpium amplum est une espèce de pseudoscorpions de la famille des Olpiidae.

## Distribution
Cette espèce est endémique de Jamaïque.

## Systématique et taxinomie
Cette espèce a été décrite sous le protonyme Olpiolum amplum par Hoff en 1964. Elle est placée dans le genre Pachyolpium par Tooren en 2002.

## Publication originale
- Hoff, 1964 : The pseudoscorpions of Jamaica. Part 3. The suborder Diplosphyronida. Bulletin of the Institute of Jamaica, Science Series, vol. 10, no 3, p. 1-47.